# Balatonföldvár
Balatonföldvár é uma cidade da Hungria, situada no condado de Somogy. Tem 15,32 km² de área e sua população em 2019 foi estimada em 2.195 habitantes.